# Thomas Köster
Thomas Köster (* 28. Oktober 1946 in Menden) ist ein deutscher Wirtschafts- und Verbandspolitiker. Er war Geschäftsführer des Dachverbandes des Handwerks in Nordrhein-Westfalen (Nordrhein-Westfälischer Handwerkstag – NWHT) und Hauptgeschäftsführer der Handwerkskammer Düsseldorf, einer der größten Selbstverwaltungseinrichtungen der Wirtschaft in der Bundesrepublik Deutschland.

## Leben
Thomas Köster wurde 1946 als viertes Kind des Kürschnermeisters Karl Georg Koester im Sauerland geboren. Nach dem Abitur 1966 studierte er Volkswirtschaftslehre an der Universität zu Köln. Dort war er 1968/69 Erster Vorsitzender des AStA sowie Mitglied des Senats der Universität. 1972 schloss er das Studium mit der Prüfung zum Diplom-Volkswirt ab. 1984 wurde er in Köln mit einer wirtschaftshistorischen Arbeit über die Entwicklung kommunaler Finanzsysteme zum Dr. rer. pol. promoviert.
1972 begann er als persönlicher Referent des Handwerkskammerpräsidenten und Bundestagsabgeordneten Georg Schulhoff bei der Handwerkskammer Düsseldorf. Seit 1983 war er Geschäftsführer, seit 2004 Hauptgeschäftsführer der Handwerkskammer für den Regierungsbezirk Düsseldorf. Von 1984 bis 2010 war er alleiniger Geschäftsführer des Rheinisch-Westfälischen Handwerkerbundes (RWHT) bzw. des Nordrhein-Westfälischen Handwerkstages (NWHT).
Thomas Köster ist katholisch, seit 1972 verheiratet und hat drei Kinder. Er lebt in Düsseldorf-Kaiserswerth. Seit 1966 ist er Mitglied der A. V. Rheinstein Köln im CV.

## Politik
Thomas Köster ist seit 1970 Mitglied der CDU und war von 1987 bis 2004 Mitglied des Vorstandes der CDU Düsseldorf. Von 1984 bis 1987 war er Mitglied des Rates der Stadt Düsseldorf. Er war Landes- und Bundesparteitagsdelegierter der Düsseldorfer CDU. Er war von 1991 bis 2007 Vorsitzender, seit 2007 Ehrenvorsitzender des Bezirksverbands Bergisches Land der Mittelstands- und Wirtschaftsvereinigung der CDU in Nordrhein-Westfalen (NRW). Ebenfalls ist er Mitglied des geschäftsführenden Landesvorstandes der Mittelstands- und Wirtschaftsvereinigung in NRW.
Köster hatte maßgeblichen Anteil am Zustandekommen
- des nordrhein-westfälischen Ausbildungskonsenses, zu dem sich Landesregierung, Organisationen der Wirtschaft, Gewerkschaften und Kommunen zur Förderung der Berufsausbildung Jugendlicher zusammenschlossen, und der danach zum Modell für den Ausbildungskonsens auf Bundesebene wurde,
- der nordrhein-westfälischen Gründungs- und Mittelstandsoffensive GO!, einer Gemeinschaftsaktion von Land und Wirtschaft mit einem Dienstleistungsangebot zur Förderung junger Unternehmen,
- der Gründungsförderung für Handwerksmeister in NRW mit der „Meistergründungsprämie“.

## Sonstige Ämter
- Mitglied des Verwaltungsrates des NRW-Forums Kultur und Wirtschaft
- Mitglied des Verwaltungsrates des Rheinisch-Westfälischen Instituts für Wirtschaftsforschung (RWI), Essen
- Mitglied des Beirates des Finanzwissenschaftlichen Forschungsinstituts an der Universität zu Köln
- Vorsitzender des Arbeitskreises Mittelstand des Bundes Katholischer Unternehmer e.V. (BKU)
- Seit 2002 Mitglied des Kuratoriums der Stiftung Von Werkstatt zu Werkstatt für Berufliche Bildung in Osteuropa

## Ehrungen und Auszeichnungen
Thomas Köster wurde 1987 mit dem Verdienstkreuz am Bande, 2000 mit dem Verdienstkreuz 1. Klasse und 2012 mit dem Großen Verdienstkreuz des Verdienstordens der Bundesrepublik Deutschland ausgezeichnet. 1999 wurde ihm das Ehrenzeichen in Gold des Zentralverbandes des Deutschen Handwerks (ZDH) verliehen. Am 20. August 2008 erhielt er den Verdienstorden des Landes Nordrhein-Westfalen. Während der Herbstvollversammlung der Handwerkskammer Düsseldorf am 17. November 2011 zeichnete Präsident Wolfgang Schulhoff ihn mit dem Goldenen Ehrenring der Handwerkskammer aus. Der Westdeutsche Handwerkskammertag verlieh ihm am 24. April 2012 die Ehrennadel.

## Schriften
- Thomas Köster: Die Entwicklung kommunaler Finanzsysteme am Beispiel Großbritanniens, Frankreichs und Deutschlands 1790 – 1980, Duncker & Humblot Verlag, 1984, ISBN 978-3-428-05677-4
- Thomas Köster: Von Gründervätern, Nachfolgern und Papiertigern. Plädoyer für eine Vitalisierung der Wettbewerbspolitik. In H.-F. Eckey (Hersg.): Ordnungspolitik. Stuttgart (2001), S. 461–497
- Thomas Köster: Lebensprinzip Selbstverantwortung, Positionspapier der MIT Deutschland, beschlossen am 3. November 2003
- Thomas Köster: Wilhelm von Humboldt: Die Grenzen der Wirksamkeit des Staates, Neue Zürcher Zeitung, 3. April 2007
- Thomas Köster: Mittelstand und Soziale Marktwirtschaft. In: Die Neue Ordnung Nr. 3 (2011), S. 214–226